# Референдум у Гагаузії 2014

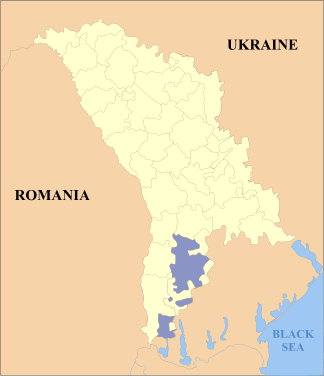
Розташування Гагаузії на карті Молдови

Референдум у Гагаузії 2014 — два референдуми (законодавчий і консультативний) у Гагаузії, які відбулися 2 лютого 2014 року. Понад 96% виборців проголосувало за право Гагаузії «на зовнішнє самовизначення» та вступ Молдови до Митного союзу Білорусі, Казахстану та Росії.

## Передумови та правові конфлікти
27 листопада 2013 Народні збори Гагаузії ухвалили рішення про проведення 2 лютого 2014 своєрідного плебісциту щодо майбутнього автономії. Це рішення ухвалено напередодні Вільнюського саміту Східного партнерства, де Молдова парафувала угоду про асоціацію з Європейським Союзом.
За законодавством Молдови тільки Центральна виборча комісія Республіки Молдова має право організовувати місцеві референдуми, тому постанову Народних зборів Гагаузії про референдум було призупинено рішенням суду в Кишиневі. У відповідь влада Гагаузії ухвалила закон про створення власного Конституційного суду, щоб юридично оформити незалежність від молдовської судової системи.
Генеральна прокуратура Кишинева відкрила кримінальні справи за фактом підготовки «незаконного референдуму». 3 січня 2014 року суд міста Комрат (адміністративний центр автономії) визнав незаконною постанову Народного зібрання Гагаузії «Про відкладений статус народу Гагаузії на зовнішнє самовизначення». Народні збори Гагаузії ухвалили рішення не визнавати рішення комратського суду, апеляцію не було подано.
Під час візиту в Гагаузію прем'єр-міністр Юрій Лянке і голова парламенту Молдови Ігор Корман попередили депутатів Народних зборів, що результати референдуму не матимуть жодної юридичної сили.
Референдум проведено за кошти «зібрані населенням автономії» без залучення державних коштів. Зокрема, значні суми виділили російські бізнесмени молдавського походження Юрій Якубов і Ренато Усатий.
ЦВК Молдови не надала печаток для проведення голосування, тому бюлетені заповнювали ручкою. На території Гагаузії було відкрито 62 виборчих бюро.

## Питання
Відповідно до постанов Народних зборів Гагаузії від 27 листопада 2013 і 31 січня 2014 року на розгляд виборців винесено такі питання:

### Законодавчий референдум
1. Чи згідні Ви прийняти доданий проєкт закону АТУ Гагаузія «Про відкладений статус народу Гагаузії на зовнішнє самовизначення», який дозволяє народу Гагаузії реалізувати своє право на зовнішнє самовизначення у випадку зміни статусу республіки Молдова як незалежної держави?
Варіанти відповідей — «так», «ні»[6].

### Консультативний референдум
1. Чи схвалюєте Ви курс зовнішньополітичного вектора розвитку Республіки Молдова, спрямований на вступ до Митного Союзу (Росія-Білорусь-Казахстан)?
Варіанти відповідей — «так», «ні».
2. Чи схвалюєте Ви курс зовнішньополітичного вектора розвитку Республіки Молдова, спрямований на вступ до Європейського Союзу?
Варіанти відповідей — «так», «ні»[7].

## Результати
Явка виборців: 70,04% (70355 осіб).
За прийняття проєкту закону АТУ Гагаузія «Про відкладений статус народу Гагаузії на зовнішнє самовизначення» проголосувало 68023 виборці, проти — 1324.
За вступ Молдови до Митного Союзу (Росія-Білорусь-Казахстан) проголосувало 68182 виборці, проти — 1057.
За вступ Молдови до Європейського Союзу проголосувало 1718 виборців, проти — 66643.